# New York, New York (film)
New York, New York är en amerikansk film från 1977 av Martin Scorsese. Det var den tredje filmen i samarbetet mellan Martin Scorsese och Robert De Niro.

## Handling
Filmen handlar om saxofonspelaren Jimmy Doyle (Robert De Niro) och sångerskan Francine Evans (Liza Minnelli) som kämpar med sina karriärer och relationen till varandra.

## Rollista
- Liza Minnelli - Francine Evans
- Robert De Niro - Jimmy Doyle

## Musik
Ledmotivet New York, New York spelades in i en version av Frank Sinatra som idag troligen är den mest kända tolkningen av sången.